# NGC 4182
NGC 4182 је појединачна звезда у сазвежђу Девица која се налази на NGC листи објеката дубоког неба.
Деклинација објекта је + 4° 2' 10" а ректасцензија 12h 13m 19,8s. Привидна величина (магнитуда) објекта NGC 4182 износи 11,5 а фотографска магнитуда 11,5.